# Fabian Plak
Fabian Plak (* 23. Juli 1997 in Tuitjenhorn) ist ein niederländischer Volleyballspieler. Er spielt auf der Position Mittelblock.
Seine ältere Schwester Celeste ist ebenfalls Volleyballspielerin.

## Erfolge Verein
Baltische Liga („Schenker League“):
- 2019

Estnische Meisterschaft:
- 2019

Spanischer Superpokal:
- 2019

Spanischer Pokal:
- 2020

Französischer Superpokal:
- 2021

Französischer Pokal:
- 2022[2]

## Erfolge Nationalmannschaft
Europaliga:
- 2019